# 18e cérémonie des Boston Society of Film Critics Awards
La 18e cérémonie des Boston Society of Film Critics Awards, décernés par la Boston Society of Film Critics, a eu lieu le 14 décembre 1997, et a récompensé les films réalisés dans l'année.

## Palmarès

### Meilleur film
1. L.A. Confidential
2. De beaux lendemains (The Sweet Hereafter)
3. Donnie Brasco

### Meilleur réalisateur
1. Curtis Hanson pour L.A. Confidential
2. Atom Egoyan pour De beaux lendemains (The Sweet Hereafter)
3. Mike Newell pour Donnie Brasco

### Meilleur acteur
1. Al Pacino pour le rôle de Benjamin Ruggiero dans Donnie Brasco

### Meilleure actrice
1. Helena Bonham Carter pour le rôle de Kate Croy dans Les Ailes de la colombe (The Wings of the Dove)
2. Katrin Cartlidge pour le rôle de Hannah Mills dans Deux filles d'aujourd'hui (Career Girls)
3. Tilda Swinton pour le rôle de Eve Stephens dans Female Perversions

### Meilleur acteur dans un second rôle
1. Kevin Spacey pour le rôle du sergent-inspecteur Jack Vincennes dans L.A. Confidential
2. Burt Reynolds pour le rôle de Jack Horner dans Boogie Nights
3. Robert Downey Jr. pour le rôle de Charlie dans Pour une nuit... (One Night Stand)

### Meilleure actrice dans un second rôle
1. Sarah Polley pour le rôle de Nicole Burrell dans De beaux lendemains (The Sweet Hereafter)
2. Joan Cusack pour le rôle de Emily Montgomery dans In and Out
3. Alison Elliott pour le rôle de Milly Theale dans Les Ailes de la colombe (The Wings of the Dove)

### Réalisateur le plus prometteur
1. Paul Thomas Anderson pour Boogie Nights et Double mise (Hard Eight)

### Meilleur scénario
1. L.A. Confidential – Curtis Hanson et Brian Helgeland
2. Méprise multiple (Casing Amy) – Kevin Smith
3. Will Hunting – Matt Damon et Ben Affleck

### Meilleure photographie
1. Kundun – Roger Deakins
2. Les Ailes de la colombe (The Wings of the Dove) – Eduardo Serra
3. De beaux lendemains (The Sweet Hereafter) – Paul Sarossy

### Meilleur film en langue étrangère
1. Underground (Подземље, Podzemlje) •  Allemagne /  France /  Hongrie /  Bulgarie /  République tchèque /  Serbie
2. Shall We Dance? (Shall we ダンス?) •  Japon
3. Irma Vep •  France

### Meilleur film documentaire
1. Fast, Cheap and Out of Control
2. Sick: The Life & Death of Bob Flanagan, Supermasochist
3. Message to Love